# Espions volants
Pour plus de détails, voir Fiche technique et Distribution.
Espions volants (Flying Blind) est un film d'espionnage américain réalisé par Frank McDonald et sorti en 1941. Le scénario est inspiré de la vie de l'aviateur Paul Mantz. 

## Synopsis
Un espion s'empare d'un dispositif militaire secret et détourne un avion pour s'enfuir. L'avion s'écrase dans le désert et les survivants sont menacés par un incendie de forêt.

## Fiche technique
- Titre français : Espions volants
- Titre original : Limehouse Blues
- Réalisation : Frank McDonald
- Scénario : Maxwell Shane, Richard Murphy
- Producteur : William H. Pine, William C. Thomas
- Société de production et de distribution : Paramount Pictures
- Photographie : Fred Jackman Jr.
- Montage : Robert O. Crandall
- Musique : Dimitri Tiomkin
- Pays de production :  États-Unis
- Langue originale : anglais
- Format : noir et blanc – 35 mm – 1,37:1 – mono (RCA Sound System)
- Genre : Comédie dramatique
- Durée : 69 min
- Dates de sortie :
  - États-Unis : 29 août 1941
  - France : 20 février 1946

## Distribution
- Richard Arlen : Jim Clark
- Jean Parker : Shirley Brooks
- Nils Asther : Eric Karolek
- Marie Wilson : Veronica Gimble
- Roger Pryor : Rocky Drake
- Eddie Quillan : Riley
- Dick Purcell : Bob Fuller
- Grady Sutton : Chester Gimble
- Kay Sutton : Miss Danila
- Joseph Crehan : Nunnally
- William Hall : Lew West
- Dwight Frye : Leo Qualen
- James Seay : Dispatcher